# Mecometopus triangularis
Mecometopus triangularis là một loài bọ cánh cứng trong họ Cerambycidae.